# رویس وایت
رویس وایت (انگلیسی: Royce White؛ زادهٔ ۱۰ آوریل ۱۹۹۱) بازیکن بسکتبال و ورزشکار هنرهای رزمی ترکیبی اهل ایالات متحده آمریکا است.
از باشگاه‌هایی که در آن بازی کرده‌است می‌توان به هیوستون راکتس اشاره کرد.